# قشلاق حاج حيدر فرمان (مقاطعة بيله سوار)
قشلاق حاج حیدر فرمان (بالفارسية: قشلاق حاج حیدرفرمان) هي منطقة سكنية تقع في إيران في أردبيل. يقدر عدد سكانها بـ 72 نسمة .